# 福安里 (嘉義市)
福安里，為台灣嘉義市西區一里，面積約1.7平方公里，共22鄰。人口為5121人。該里東與福全里為界，西與北湖里為界，南與西平里、港坪里為界，北與保福里為鄰。

## 沿革
福安里於2010年2月1日由原福全里分出單獨設立。
該里現轄區域在日治時期原為一片農田，居民多務農。今多屬重劃區，轄內多高樓大廈、新興人口，且人口呈增加趨勢。

## 交通
- 嘉義市公車中山幹線嘉義醫院站

## 境內組織
- 衛生福利部嘉義醫院
- 中華電信公司嘉義服務中心
- 健保署南區業務組嘉義聯絡辦公室
- 國邑武當山真武廟
- 僑嘉新村
- 原嘉義郡水利組合之水閘門及水道